# من سبق لبق (مسرحية)
من سبق لبق هي مسرحية كويتية أنتجت في 19 مايو 1969 وعرضت في دمشق والكويت تأليف: عبد الحسين عبد الرضا إخراج: حسين الصالح
- المدة: ساعتين وخمس وثلاثين دقيقة

## بطولة
1. عبد الحسين عبد الرضا
2. مريم الغضبان
3. خالد النفيسي
4. عائشة إبراهيم
5. عبد المجيد قاسم
6. علي البريكي
7. جوهر سالم
8. فؤاد الشطي
9. أمير المصري
10. أمبيريك
11. صالح أبو نواس
12. أنيسة الأعظمي
13. فردوس رضا
14. إلهام مبروك